# 鳥谷部恭
鳥谷部 恭（とやべ たかし、1930年11月1日 - ）は、日本の経営者。千代田火災海上保険社長を務めた。

## 経歴
東京都出身。1954年に慶應義塾大学経済学部を卒業し、同年に千代田火災海上保険に入社。1977年に取締役に就任し、1978年に常務、1980年に専務を経て、1983年7月に副社長に就任し、1988年6月には社長に昇格。1997年6月から2001年3月末までに副会長を務めた。
1995年11月に藍綬褒章を受章。